# Джузеппе Вілсон
Джузеппе Вілсон (італ. Giuseppe Wilson, 27 жовтня 1945, Дарлінгтон — 6 березня 2022) — італійський футболіст, що грав на позиції ліберо та центрального захисника. По завершенні ігрової кар'єри — спортивний функціонер.
Виступав, зокрема, за клуб «Лаціо», а також національну збірну Італії.

## Клубна кар'єра
Народився 27 жовтня 1945 року в місті Дарлінгтон, куди після Другої світової війни переїхали батьки. Батько Джузеппе, Денніс Вілсон, службовець британської армії, який волею долі потрапив в Неаполь, де зустрів майбутню дружину Ліну Ді Франческу. Коли Джузеппе було лише пів року, зима видалася дуже холодною і молода мама, яка виросла в теплому кліматі рідного Неаполя, важко переживала виснажливі погодні умови, і на сімейних зборах було прийнято рішення повернутися в Італію. У неаполітанському районі Вомеро маленький Джузеппе робив перші кроки у футболі. Спочатку рідні ставилися до занять спортом як до дитячої забаві. Піно ріс в забезпеченій сім'ї, і батьки хотіли, щоб він став, наприклад, чиновником або адвокатом. Джузеппе довелося відвідувати тренування таємно.
Довго це тривати не могло, і в один момент батько підійшов до сина і запропонував вибрати: залишитися в Італії, продовжувати бігати з м'ячем і бути гравцем з туманними перспективами або повернутися в Англію, де йому забезпечена висока посада в керівних колах і подальший кар'єрний ріст. Джузеппе вибрав футбол, але все ж обіцяв здобути вищу освіту. Піно почав грати в «Чіріо», в клубі з Серії D. Він відхилив пропозицію «Лаціо», який хотів, щоб Вілсон виховувався в його молодіжному секторі. По-перше, Джузеппе був занадто молодий і не горів бажанням їхати в інше місто. По-друге, він дав слово, що буде вчитися. Незабаром на основі «Чіріо» була створена футбольна команда «Інтернаполі», кольори якої Піно захищав чотири роки. Там він познайомився з Джорджо Кінальєю. Коли Кіналья жив у Уельсі, йому рекомендували займатися регбі, але батько Джорджо категорично заборонив: «Італійці повинні грати тільки в футбол!». У 1969 році Кіналья і Вілсон провели відмінний сезон за «Інтернаполі». Сам клуб сенсаційно посів третє місце в Серії С і клубу зовсім трохи не вистачило, щоб піднятися в Серію В. У тому ж році «Лаціо» вийшов в Серію А, і президент Умберто Лендзіні з метою посилення складу клубу виділив гроші на покупку Вілсона і Кінальї, які разом перебрались до Рима.
Через кілька років «бьянкочелесті» вилетіли з вищої ліги. Повернути клуб на колишні позиції повинен був Томмазо Маестреллі, тренер з великим досвідом роботи, який, будучи гравцем, одягав капітанську пов'язку «Роми». З поставленим завданням Маестреллі впорався в перший рік роботи. Він сподівався, що куплені за невеликі гроші Лучано Ре Чекконі, Феліче Пулічі, Серджо Петреллі і Ренцо Гарласкеллі допоможуть команді в боротьбі за виживання. Однак протягом усього сезону серії А 1972/73 «Лаціо» тримався в лідируючій групі і боровся за скудетто. Підсумок: 3 місце і відставання на два очки від чемпіона «Ювентуса». При цьому римський клуб пропустив 16 голів в 30 матчах, що стало кращим показником серед інших команд. Багато в чому завдяки самовідданій грі капітана Джузеппе Вілсона і його товаришів по обороні.
У Джузеппе Вілсоні Маестреллі бачив людину, здатну на полі об'єднати всіх навколо себе, через що зробив капітаном саме Піно. У 1974 році «Лаціо» завоював перший в історії клубу скудетто. 12 травня став однією з найбільш пам'ятних дат в житті кожного вболівальника клубу. Уже о 6 ранку, за 10 годин до матчу, біля воріт «Стадіо Олімпіко» накопичилося чимало народу. Був сонячний день, 80 тисяч поступово заповнили чашу стадіону. Багатьом не вистачило квитків. Найвинахідливіші лізли з біноклем на верхівки дерев, щоб подивитися, як їх команда буде битися з «Фоджею». «Лаціо» виграв, вирішальний гол забив Кіналья, який став з 24 м'ячами найкращим бомбардиром сезону. Після фінального свистка в небо блакитні кульки підняли щит з італійським триколором, символ чемпіонського титулу.
«Лаціо» боровся за скудетто і в наступному році, але навесні у Маестреллі лікарі виявили рак печінки, йому визначили лікування і поклали в клініку. Команда перестала показувати звичну гру. Гравці намагалися якомога частіше відвідувати Маестреллі. Маестреллі ненадовго повернувся на тренерську лаву, але хвороба виявилася сильнішою. 2 грудня 1976 року Томмазо Маестреллі помер.
Після цього клуб ледве врятувався від вильоту, а потім став міцним середняком. Джорджо Кіналья намагався переконати Вілсона перейти в американський «Нью-Йорк Космос» і Піно піддався на умовляння. У США Вілсон провів один сезон і став переможцем Північноамериканської футбольної ліги, після чого повернувся в «Лаціо», відмовившись від високооплаченого контракту з «Нью-Йорк Космос».
Джузеппе Вілсон провів за «Лаціо» майже 400 матчів, але 23 березня 1980 роки після зустрічі з «Пескарою» Вілсон з трьома іншими гравцями «Лаціо» (Бруно Джордано, Ліонелло Манфредонія та Массімо Каччіаторі) був заарештований. Приводом стала скарга комерсанта Массімо Кручані і власника ресторану Альваро Трінки. Вони стверджували, що Трінка контактував з футболістами «Лаціо», які нібито попросили поставити великі гроші на ігри з обумовленим результатом, а виграш потім поділити. Проте футболісти обіцяли один результат, а зіграли зовсім по-іншому. Друзі розорилися і вирішили розповісти прокуратурі про систему нелегальних ставок.
Гравці «Лаціо» заперечували причетність, заявивши, що Кручані і Трінка звичайні шахраї. Суди загальної юрисдикції виправдали підозрюваних. Проте спортивні інстанції винесли свій висновок, згідно з яким Джузеппе Вілсон отримав пожиттєву дискваліфікацію. Її потім скоротили до трьох років, але Вілсон більше жодного разу не одягнув футболку «Лаціо» і пішов з футболу.

## Виступи за збірну
26 лютого 1974 року дебютував в офіційних матчах у складі національної збірної Італії в товариській грі проти збірної ФРН (0:0).
У складі збірної був учасником чемпіонату світу 1974 року у ФРН, на якому зіграв у двох матчах, але Італія не змогла вийти з групи.
Протягом кар'єри у національній команді, яка тривала усього 3 роки, провів у формі головної команди країни лише 3 матчі.

## Статистика виступів

### Статистика клубних виступів
| Сезон                   | Команда                 | Чемпіонат               | Чемпіонат | Чемпіонат | Національний кубок | Національний кубок | Національний кубок | Континентальні кубки | Континентальні кубки | Континентальні кубки | Інші змагання | Інші змагання | Інші змагання | Усього | Усього |
| Сезон                   | Команда                 | Ліга                    | Ігор      | Голів     | Ліга               | Ігор               | Голів              | Ліга                 | Ігор                 | Голів                | Ліга          | Ігор          | Голів         | Ігор   | Голів  |
| ----------------------- | ----------------------- | ----------------------- | --------- | --------- | ------------------ | ------------------ | ------------------ | -------------------- | -------------------- | -------------------- | ------------- | ------------- | ------------- | ------ | ------ |
| 1962–63                 | «Чиріо»                 | D                       | ?         | ?         | -                  | -                  | -                  | -                    | -                    | -                    | -             | -             | -             | ?      | ?      |
| 1963–64                 | «Чиріо»                 | D                       | ?         | ?         | -                  | -                  | -                  | -                    | -                    | -                    | -             | -             | -             | ?      | ?      |
| Усього за «Чиріо»       | Усього за «Чиріо»       | Усього за «Чиріо»       | 18        | 0         |                    | -                  | -                  |                      | -                    | -                    |               | -             | -             | 18     | 0      |
| 1964–65                 | «Інтернаполі»           | D                       | 0         | 0         | -                  | -                  | -                  | -                    | -                    | -                    | -             | -             | -             | 0      | 0      |
| 1965–66                 | «Інтернаполі»           | D                       | 18        | 0         | -                  | -                  | -                  | -                    | -                    | -                    | -             | -             | -             | 18     | 0      |
| 1966–67                 | «Інтернаполі»           | D                       | 34        | 0         | -                  | -                  | -                  | -                    | -                    | -                    | -             | -             | -             | 34     | 0      |
| 1967–68                 | «Інтернаполі»           | C                       | 34        | 0         | -                  | -                  | -                  | -                    | -                    | -                    | -             | -             | -             | 34     | 0      |
| 1968–69                 | «Інтернаполі»           | C                       | 38        | 0         | -                  | -                  | -                  | -                    | -                    | -                    | -             | -             | -             | 38     | 0      |
| Усього за «Інтернаполі» | Усього за «Інтернаполі» | Усього за «Інтернаполі» | 124       | 0         |                    | -                  | -                  |                      | -                    | -                    |               | -             | -             | 124    | 0      |
| 1969–70                 | «Лаціо»                 | A                       | 28        | 0         | КІ                 | 1                  | 0                  | -                    | -                    | -                    | -             | -             | -             | 29     | 0      |
| 1970–71                 | «Лаціо»                 | A                       | 29        | 0         | КІ                 | 3                  | 0                  | КЯ                   | 2                    | 0                    | -             | -             | -             | 34     | 0      |
| 1971–72                 | «Лаціо»                 | B                       | 38        | 0         | КІ                 | 10                 | 0                  | -                    | -                    | -                    | -             | -             | -             | 48     | 0      |
| 1972–73                 | «Лаціо»                 | A                       | 30        | 0         | КІ                 | 4                  | 0                  | -                    | -                    | -                    | -             | -             | -             | 34     | 0      |
| 1973–74                 | «Лаціо»                 | A                       | 30        | 1         | КІ                 | 8                  | 0                  | КУЄФА                | 4                    | 0                    | -             | -             | -             | 42     | 1      |
| 1974–75                 | «Лаціо»                 | A                       | 30        | 0         | КІ                 | 4                  | 0                  | -                    | -                    | -                    | -             | -             | -             | 34     | 0      |
| 1975–76                 | «Лаціо»                 | A                       | 28        | 1         | КІ                 | 10                 | 1                  | КУЄФА                | 3                    | 0                    | -             | -             | -             | 41     | 2      |
| 1976–77                 | «Лаціо»                 | A                       | 29        | 1         | КІ                 | 4                  | 0                  | -                    | -                    | -                    | -             | -             | -             | 33     | 1      |
| 1977–78                 | «Лаціо»                 | A                       | 30        | 1         | КІ                 | 4                  | 0                  | КУЄФА                | 3                    | 1                    | -             | -             | -             | 37     | 2      |
| 1978                    | «Нью-Йорк Космос»       | ПАФЛ                    | 16        | 0         | -                  | -                  | -                  | -                    | -                    | -                    | -             | -             | -             | 16     | 0      |
| 1978–79                 | «Лаціо»                 | A                       | 29        | 2         | КІ                 | 4                  | 0                  | -                    | -                    | -                    | -             | -             | -             | 33     | 2      |
| 1979–80                 | «Лаціо»                 | A                       | 23        | 0         | КІ                 | 6                  | 0                  | -                    | -                    | -                    | -             | -             | -             | 29     | 0      |
| Усього за «Лаціо»       | Усього за «Лаціо»       | Усього за «Лаціо»       | 324       | 6         |                    | 58                 | 1                  |                      | 12                   | 1                    |               | -             | -             | 394    | 8      |
| Усього за кар'єру       | Усього за кар'єру       | Усього за кар'єру       | 482       | 6         |                    | 58                 | 1                  |                      | 12                   | 1                    |               | -             | -             | 552    | 8      |

### Статистика виступів за збірну
| Дата           | Місто    | Господарі | Результат | Гості     | Турнір             | Голи | Примітки |
| -------------- | -------- | --------- | --------- | --------- | ------------------ | ---- | -------- |
| 26 лютого 1974 | Рим      | Італія    | 0 – 0     | ФРН       | товариський матч   | -    |          |
| 19 червня 1974 | Штутгарт | Італія    | 1 – 1     | Аргентина | ЧС 1974 - 1-й етап | -    |          |
| 23 червня 1974 | Штутгарт | Польща    | 2 – 1     | Італія    | ЧС 1974 - 1-й етап | -    |          |
| Усього         |          | Матчів    | 3         |           | Голів              | 0    |          |

## Титули і досягнення
- Чемпіон Італії (1):

«Лаціо»: 1973–74
- Переможець Північноамериканської футбольної ліги (1):

«Нью-Йорк Космос»: 1978